# Bodnár Sándor (labdarúgó)
Bodnár Sándor (Budapest, 1890. június 16. – Budapest, 1955. november 6.) válogatott labdarúgó, csatár. Az 1912-es stockholmi olimpián a csapat tagja volt.

## Pályafutása

### A válogatottban
1910 és 1916 között 20 alkalommal szerepelt a válogatottban és 18 gólt szerzett. Az 1912-es stockholmi olimpián részt vevő válogatott tagja.

## Sikerei, díjai
- Olimpiai játékok
  - 5.: 1912, Stockholm
- Magyar bajnokság
  - 2.: 1906–07, 1908–09
  - 3.: 1907–08

## Statisztika

### Mérkőzései a válogatottban
| Magyarország | Magyarország       | Magyarország                      | Magyarország   | Magyarország | Magyarország  | Magyarország         | Magyarország | Magyarország |
| #            | Dátum              | Helyszín                          | Hazai          | Eredmény     | Vendég        | Kiírás               | Gólok        | Esemény      |
| ------------ | ------------------ | --------------------------------- | -------------- | ------------ | ------------- | -------------------- | ------------ | ------------ |
| 1.           | 1910. november 6.  | Budapest, Millenáris-pálya        | Magyarország   | 3 – 0        | Ausztria      | barátságos           | 1            | 82'          |
| 2.           | 1911. május 7.     | Bécs, Hohe Warte                  | Ausztria       | 3 – 1        | Magyarország  | barátságos           | 1            | 20'          |
| 3.           | 1911. október 29.  | Budapest, Millenáris-pálya        | Magyarország   | 9 – 0        | Svájc         | barátságos           | 1            | 18'          |
| 4.           | 1911. november 5.  | Budapest, Üllői úti pálya         | Magyarország   | 2 – 0        | Ausztria      | Wagner-serleg        | -            |              |
| 5.           | 1911. december 17. | München, MTV '79-Platz            | Németország    | 1 – 4        | Magyarország  | barátságos           | 1            | 66'          |
| 6.           | 1912. április 14.  | Budapest, Üllői úti pálya         | Magyarország   | 4 – 4        | Németország   | barátságos           | 2            | 59' 65'      |
| 7.           | 1912. május 5.     | Bécs, Hohe Warte                  | Ausztria       | 1 – 1        | Magyarország  | Wagner-serleg        | 1            | 21'          |
| 8.           | 1912. június 20.   | Göteborg, Valhalla                | Svédország     | 2 – 2        | Magyarország  | barátságos           | 1            | 37'          |
| 9.           | 1912. június 23.   | Kristiania, Gamle Frogner-stadion | Norvégia       | 0 – 6        | Magyarország  | barátságos           | 3            | 49' 71' 72'  |
| 10.          | 1912. június 30.   | Stockholm, Olimpiai Stadion (SWE) | Nagy-Britannia | 7 – 0        | Magyarország  | olimpiai negyeddöntő | -            |              |
| 11.          | 1912. július 3.    | Stockholm, Råsunda (SWE)          | Magyarország   | 3 – 1        | Németország   | olimpiai vigaszág    | -            |              |
| 12.          | 1912. július 5.    | Stockholm, Råsunda (SWE)          | Magyarország   | 3 – 0        | Ausztria      | olimpiai 5. helyért  | 1            | 73'          |
| 13.          | 1912. november 3.  | Budapest, Üllői úti pálya         | Magyarország   | 4 – 0        | Ausztria      | Wagner-serleg        | 1            | 34'          |
| 14.          | 1913. május 18.    | Budapest, Üllői úti pálya         | Magyarország   | 2 – 0        | Svédország    | barátságos           | -            |              |
| 15.          | 1914. május 31.    | Budapest, Üllői úti pálya         | Magyarország   | 5 – 1        | Franciaország | barátságos           | 3            | 20' 78' 87'  |
| 16.          | 1914. június 21.   | Stockholm, Råsunda                | Svédország     | 1 – 1        | Magyarország  | barátságos           | -            |              |
| 17.          | 1914. október 4.   | Budapest, Üllői úti pálya         | Magyarország   | 2 – 2        | Ausztria      | barátságos           | -            |              |
| 18.          | 1914. november 8.  | Bécs, WAC-Platz                   | Ausztria       | 1 – 2        | Magyarország  | barátságos           | 1            | 87'          |
| 19.          | 1916. június 4.    | Budapest, Hungária körúti pálya   | Magyarország   | 2 – 1        | Ausztria      | barátságos           | -            |              |
| 20.          | 1916. október 1.   | Budapest, Üllői úti pálya         | Magyarország   | 2 – 3        | Ausztria      | barátságos           | -            |              |
|              | Összesen           |                                   |                | 20           | mérkőzés      |                      | 18           | gól          |